# Schwermetallrasen

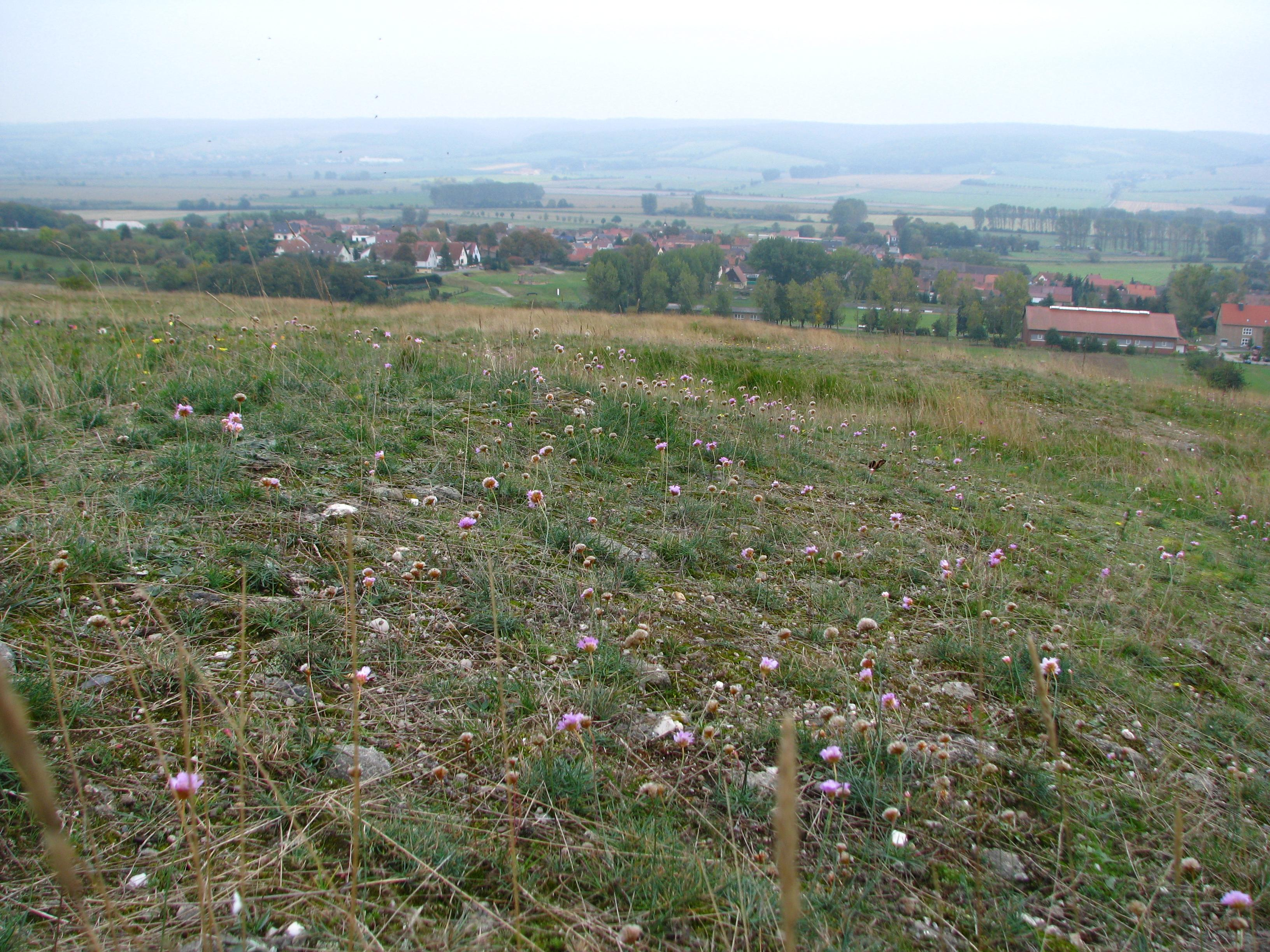
Schwermetallrasen mit Grasnelkenflur auf dem Bottendorfer Hügel

Schwermetallrasen oder Schwermetallfluren sind Pflanzengesellschaften, die sich auf Böden mit hoher Schwermetallbelastung entwickelt haben. Die Schwermetallbelastung ist meist Folge früheren Erzabbaus. Beispiele sind die Galmeiflora im Dreiländereck um Aachen oder die Grasnelkenflur im Harz und im Siegerland.
Schwermetallrasen wird überwiegend von den so genannten Galmeipflanzen gebildet. Dazu gehören Grasnelken wie die Galmei-Grasnelke, das Gelbe Galmei-Veilchen, Lichtnelken und Galmei-Frühlings-Miere.
Schwermetallrasen wird der azonalen Vegetation zugerechnet.